# Afrahát
Afrahát (zvaný i Perský mudrc, pravděpodobně mezi 260 a 275 - krátce po 345), je nejstarší syrský církevní otec. Byl asketa, člen mnišské komunity Synové smlouvy, možná biskup v době sasánovského pronásledování křesťanů. Na Západě se jeho svátek slaví 7. dubna, v pravoslaví 29. ledna. 

## Dílo
Od Afraháta se dochovalo 23 homilií v syrštině. Homilie 1–10 (Demonstrace) jsou určeny Synům smlouvy a zabývají se asketickými otázkami jako víra, půst, modlitba, pokání, pokora atd. Zbývající homilie myslitele, který byl silně ovlivněn rabínským judaismem, jsou většinou namířené proti četným Židům na západě Perské říše a jejich kritice křesťanství. Polemizuje proti jejich představám o svátcích, obřízce, panenství Marie a božství Ježíše. Evangelium cituje podle Diatessaronu; katolické listy a Apokalypsa pro něj nejsou součástí Bible.
Na jeho díle je pozoruhodné, že vyvinul vlastní christologii, nezávislou na sporu o dvě Kristovy přirozenosti v Římské říši. Vliv debat Nicejského koncilu a jeho důsledků dosáhl do východní Sýrie až o sto let později. Afrahát také ještě není ovlivněn myšlenkami řecké filozofie. Jeho christologie vychází především ze starozákonní postavy Adama, kterého, stejně jako Ježíše, chápe jako dokonalou bytost, protože je oba stvořil přímo Bůh. V Kristu Afrahát uznává dokonalého člověka, protože dovolil Bohu, aby v něm přebýval jako v chrámu. Jeho bytost tak prošla metafyzickou proměnou k dokonalosti, kterou Adam ztratil. Člověk může napodobit tuto dokonalost tím, že žije život asketismu a naprosté oddanosti Bohu. Afrahát chápe hřích jako zranění a Krista jako lékaře, k němuž se hříšník nemá stydět se svým zraněním jít a nechat se vyléčit pokáním.
U Afraháta lze nalézt podrobnou zprávu o Kristově sestupu do podsvětí, což mělo velký význam pro syrskou christologii jeho doby (srov. Homilie 22).